# Кауперс, Ренарс
Ре́нарс Ка́уперс (латыш. Renārs Kaupers; род. 1 сентября 1974, Елгава) — латышский певец, лидер и вокалист латвийской рок-группы Brainstorm (Prāta Vētra).

## Биография
Ренарс Кауперс родился 1 сентября 1974 года в Елгаве в семье Изидора Кауперса и Мудите Каупере. Является единственным ребёнком в семье. Родители развелись, когда Ренарсу было шесть лет. Имеет латгальские корни.
Кауперс окончил факультет журналистики Латвийского университета со степенью бакалавра в 1996 году.
В 2000 году Brainstorm заняли третье место на конкурсе «Евровидение» с песней «My Star». В 2003 году Кауперс вместе с победительницей предыдущего фестиваля Марией Наумовой был ведущим Евровидения в Риге, а в 2005 году вёл телешоу Congratulations, посвящённое 50-летнему юбилею Евровидения.
Кауперс снимался в кино. В 2000 году он снялся в главной роли в фильме Яниса Стрейча «Мистерия старой управы» и получил за эту роль высшую латвийскую кинопремию «Большой Кристап» как лучший актёр года. Он также сыграл роль второго плана в фильме «Георг» об оперном певце Георге Отсе в 2006 году. В 2022 г. исполнил роль пирата Версаче в кинофильме «Эрик Каменное Сердце» («Erik Kivisüda») эстонского режиссера Ильмара Раага.
В 2005 году Кауперс был награждён эстонским орденом Белой звезды. В 2008 году он получил латвийский орден Трёх звёзд.
Неоднократно становился членом жюри фестиваля КВН «Голосящий КиВиН» (2003, 2004, 2005, 2006, 2009).
Зимой 2007 года совместно с Евгением Гришковцом и группой «Бигуди» записал кавер на песню «На заре».
Летом 2014 года Кауперс присоединился к Земфире и её проекту The Uchpochmack на фестивалях «Svoy Субботник» и «Alfa Future People».
С 2010 года один из основателей и участников музыкального фонда им. И. Зиедониса.
Исполнитель и автор музыки для детского альбома «Sasauc smieklus izklīdušus» на стихи И. Зандере (2014), продюсер детского альбома «Vienmēr dziedu es» совместно с латвийским детским ансамблем «Knīpas un Knauķi» (2016).
В сентябре 2019 года в Драматическом Театре города Валмиеры состоялась премьера театральной постановки для детей «Smieklu sasaukšanās», в которой Кауперс принял участие не только как музыкант, но и как актёр.
Имеет совместные работы с исполнителями российской эстрады: Би-2, Александром Петровым, Кастой, «Куртки Кобейна».

### Фильмография
- «Мистерия старой управы» — (Латвия, 2000, реж. Янис Стрейч).
- Георг (Россия, Эстония, Финляндия, 2007, реж. П. Симм).
- «Эрик Каменное Сердце» (Эстония, 2022, реж. Ильмар Рааг, Джо Льюис)

### Личная жизнь
Женат с 1995 года на художнице и стилисте Агнесе Каупере, имеет сыновей — близнецов Эдгарса и Эмилса, родившихся 8 сентября 1995 года, и Ааронса, родившегося 13 июля 2011 года.
Общественная позиция
Осудил войну в Украине в 2022 году, также его группа и сам Кауперс отменили концерты во всей России, назвав при этом кремлёвский режим террористическим. С 2023 года не поёт на русском.